# Westport (Ontario)
Westport è un villaggio del Canada, situato nella provincia dell'Ontario, nelle Contee unite di Leeds e Grenville.